# Passo di Baranca
Il passo di Baranca (1820 m s.l.m.) è un valico alpino situato in Piemonte che mette in comunicazione la Valsesia con la valle Anzasca. 
Il termine “Baranca” si considera derivante o dalla radice “bar” (prato di pascolo) o dalla radice “bhar” (difesa). La zona si caratterizza infatti tanto per la presenza di molti pascoli quanto per la sua posizione strategica, che la rese un ottimo luogo di difesa, in particolare negli anni della guerra di liberazione. 

## Descrizione geografica
Il passo di Baranca, tramite mulattiera, mette in comunicazione la val Mastallone (Vc), valle secondaria della Valsesia, con la valle Olocchia, valle secondaria della valle Anzasca (Vco). In particolare connette i comuni di Fobello (Vc) e Bannio Anzino (Vco). È inoltre collegato, tramite sentiero, al vicino col d’Egua (2239 m s.l.m.), creando così un’ulteriore via di comunicazione che unisce il comune di Carcoforo (Vc), in val Sermenza, con i due comuni e le due valli precedentemente citati.

Questo luogo è una meta turistica di prim’ordine perché accessibile da quattro valli: val Mastallone, valle Olocchia, valle di Anza e val Sermenza, e perché è il centro di un quadrivio che congiunge le strade provenienti da Fobello, Bannio Anzino, Ceppomorelli e Carcoforo. 
Per valorizzarlo al massimo furono costruite una piccola cappella alla Beata Vergine e un alpeggio: l’alpe Selle di Baranca (1824 m s.l.m.), che comprende una quindicina di baite, alcune ora diroccate. Uno di questi edifici ha un valore particolare, essendo stato un albergo molto rinomato tra la fine dell’Ottocento e l’inizio del Novecento, frequentato da persone di ogni provenienza sociale e territoriale. 

Più o meno alla stessa altitudine, ma in posizione più defilata verso ovest rispetto al passo, si trova Villa Aprilia, una villa di montagna di inizio Novecento che, grazie alla sua posizione, domina la conca sottostante, oggi in rovina perché distrutta durante la seconda guerra mondiale.

Poco prima del passo, nel versante valsesiano, si trova il lago di Baranca (1770 m s.l.m.), delimitato a sud da una bocchetta, da cui passa il sentiero, e a nord da un pianoro verdeggiante. Dalla bocchetta, caratterizzata da una roccia nera e frastagliata, il Mastallone, emissario del lago, crea una suggestiva cascata di medie dimensioni, per poi proseguire sotto forma di torrente lungo la valle sottostante. Il lago è considerato la sorgente del torrente Mastallone e misura 80 metri circa in lunghezza, 40 metri circa in larghezza e ha una profondità all’incirca di 3 metri. Osservando la zona circostante si può notare che in passato le sue dimensioni erano di gran lunga maggiori di quelle attuali: dove ora il lago si è ritirato si trova un ampio pianoro verdeggiante adibito al pascolo. Le dimensioni di questo lago alpino possono variare di anno in anno in base alla quantità di neve caduta nel corso dell’inverno. Nel periodo estivo le rive del lago sono fiorite da Eriophorum capitatum.

Il passo di Baranca e l’omonimo lago formano insieme la cosiddetta conca di Baranca, delimitata dalle tre cime circostanti (da est verso ovest): 
- il pizzo del Moro (2333 m s.l.m.): è una cima situata a est del passo di Baranca. La sua cresta funge da spartiacque tra la Valsesia e la valle Anzasca e incombe sul passo terminando con un dente di roccia.
- la cima dei Turni (2064 m s.l.m.): è una cima situata a nord del passo di Baranca. Eventualmente è raggiungibile a partire da una deviazione lungo il sentiero per il col d’Egua.
- il Cimone (2453 m s.l.m.): è una cima situata a ovest del passo di Baranca. Questa vetta è compresa tra il col d’Egua e la Bocchetta degli Strienghi ed è raggiungibile a partire da questi valichi. La sua parete orientale, con la relativa antecima, insiste sul lago di Baranca con una forte pendenza.

Questo luogo dista all’incirca 9 km da Fobello e Bannio Anzino, percorribili tramite mulattiera, e circa 7 km da Carcoforo, percorribili tramite sentiero.

## Storia
Il passo di Baranca, grazie alla sua posizione strategica, è caratterizzato da una storia ricca di eventi.

Per il suo fondamentale ruolo di comunicazione tra la Valsesia e la valle Anzasca, fu spesso utilizzato come via di passaggio. 

Le prime testimonianze databili che lo riguardano risalgono alla seconda metà dell’Ottocento. In particolare, nel 1858 transitarono a Baranca i 	principi di Savoia, reduci da Bannio Anzino, e furono accolti sul passo dai sindaci di Fobello e Cervatto. 	

L’anno successivo, nel 1859, transitò sul valico un corpo di linea dell’esercito piemontese, stanziato a Pallanza, che prese parte alla seconda guerra d'indipendenza italiana. Il contingente scese a Varallo e successivamente si collocò sulla linea della Dora in attesa dell’esercito francese, per respingere l’esercito austriaco che aveva precedentemente superato la linea del Ticino. 

Per favorire la viabilità, nel 1883 iniziarono i lavori per la creazione di una mulattiera che congiungesse l’abitato di Fobello con il valico. Vi presero parte la sezione di Varallo del Club Alpino Italiano, diversi abitanti di Fobello e l’onorevole Carlo Rizzetti. La mulattiera nel 1887 fu poi ulteriormente ampliata per collegare il passo di Baranca con l’abitato di Bannio Anzino. Un intaglio su una pietra posta prima di giungere al lago testimonia che nel 1908 la mulattiera subì alcuni lavori di manutenzione ad opera degli alpini. Ancora oggi questa mulattiera rappresenta la via di accesso al passo.

### L'albo di Baranca
Sul valico, all’alpe Selle di Baranca, fu aperto un piccolo albergo, che si può considerare il precursore di un moderno rifugio alpino e fu un fondamentale punto d’appoggio per i viandanti, i quali, per testimoniare il loro passaggio, firmavano spesso le pagine del cosiddetto albo di Baranca, una sorta di registro lasciato a disposizione per chiunque volesse lasciare scritto un qualsiasi pensiero o testimonianza. L’albo di Baranca è formato da tre volumi, per un totale di milleduecento pagine. Ogni volume è rilegato in pelle con intestazioni in oro. All’interno dell’albo sono riportate semplici dichiarazioni di soddisfazione, appunti, riflessioni, resoconti di escursioni o di battute di caccia, battute e poesie. Una selezione di quanto scritto nell’albo fu pubblicata dal "Corriere Valsesiano" tra il 1941 e il 1944. 

L’albergo degli alpinisti fu inaugurato nel 1886 e continuò la sua attività per circa ventotto anni, fino al 1913, quando chiuse i battenti per la morte del gestore e probabilmente anche per motivi finanziari. A gestire questa piccola struttura non era un ente pubblico ma un privato cittadino, Raimondo Narchialli, originario di Fobello. L’albergo era aperto durante il periodo estivo e solo in occasioni particolari nel resto dell’anno. 
Ecco una selezione degli eventi più importanti riportati nell’albo, tratti dal "Corriere Valsesiano":

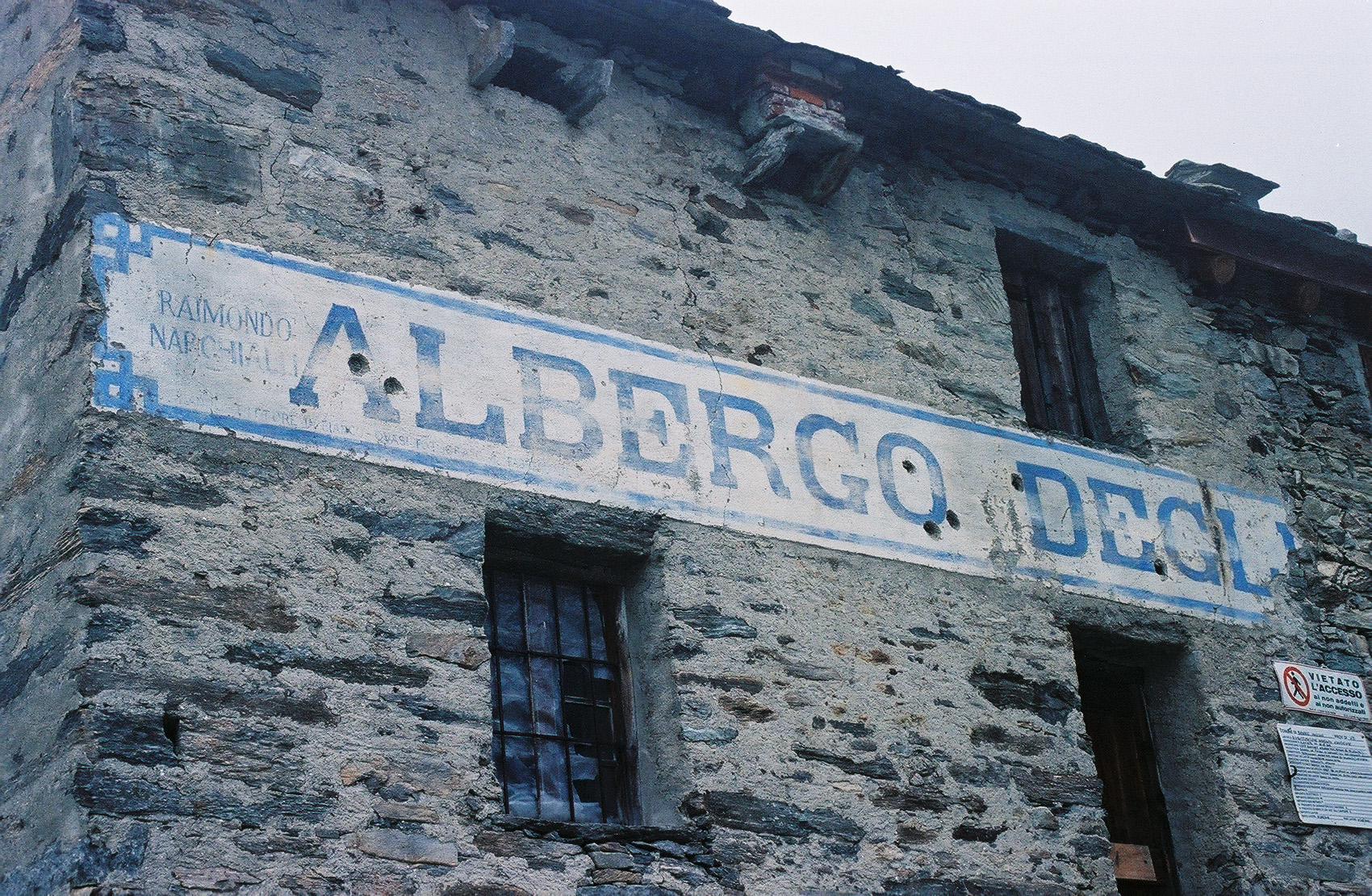
Resti dell'insegna dell'Albergo degli alpinisti all'alpe Selle di Baranca

- 1886: nel mese di agosto Raimondo Narchialli inaugurò ufficialmente l’albergo degli alpinisti in occasione del congresso del C.A.I. La prima data riportata è il 14 agosto. Nei giorni seguenti l'albo riporta molte firme, segno che l’albergo iniziò subito a lavorare. La struttura chiuse a fine settembre. L’ultima data segnata è il 17 settembre.[3]
- 1889: il 17 luglio Giuseppe Lancia giunse al colle per pregare nella cappella della Beata Vergine dell’alpe Selle di Baranca allo scopo di ottenere la guarigione dei figli. Sull’albo, oltre alla sua firma, sono riportate anche quelle di alcuni dei suoi figli tra cui Vincenzo Lancia, di otto anni.[4]
- 1892: il 20 settembre fu riportato sull’albo che un gruppo di cacciatori aveva celebrato la ricorrenza delle fine dello Stato pontificio (la breccia di porta Pia del 20 settembre 1870) con una sparatoria in aria, al ritorno in albergo dopo un giorno di caccia poco prolifico.[5]
- 1893: il 4 agosto la milizia tradizionale di Bannio Anzino richiese il corpo musicale di Fobello e Cervatto per la festa della Madonna della neve. Il gruppo di musicisti, dopo aver valicato il colle, si ristorò e pernottò all’albergo. Per ricordare l’avvenimento il gruppo lasciò diciannove firme.[5]
- 1895: il 22 luglio, poiché in quegli anni iniziavano a diffondersi le prime biciclette, un gruppo di undici ciclisti e cicliste fobellesi si diede appuntamento a Baranca, raggiungendolo però a piedi. Il 5 agosto una persona giunse a Baranca in bicicletta, per la prima volta in assoluto.[6]
- 1896: il 1 agosto nell'albo sono riportate tre firme, una delle quali di particolare rilevanza: quella del sacerdote Achille Ratti di Milano, di 39 anni, che nel 1922 sarebbe divenuto papa Pio XI. Con il 1896 termina il primo libro dell’albo di Baranca.[6]
- 1897: l’8 agosto arrivò all'albergo una comitiva giovanile, in una gita organizzata dalla sezione C.A.I di Milano. I trentadue partecipanti, il presidente della sezione e il capo gita erano diretti a Macugnaga. Essi elogiarono l’accoglienza ricevuta a Varallo e Fobello, la bellezza dei luoghi, la cordialità degli abitanti e la sezione C.A.I. di Varallo. Le firme dei partecipanti furono parecchie e i loro commenti ebbero un significativo effetto pubblicitario, tanto che nel 1900 un uomo, accompagnato dalla sorella, ripercorse l’itinerario di questa gita, lasciandone testimonianza nell’albo.[7]
- 1898: il 22 agosto Giovanni Gugliermina, insieme alla moglie e alle nipoti, varcò il colle in direzione di Macugnaga. Gugliermina ebbe due figli, Battista e Giuseppe, che idearono e costruirono la capanna fratelli Gugliermina (ex capanna Valsesia), sotto la Punta Parrot, per facilitare la scalata della parete sud del monte Rosa. Con la nascita e lo sviluppo degli sport invernali si diffuse l’idea, sostenuta da Carlo Rizzetti, deputato della Valsesia, che la montagna fosse bella in tutte le stagioni.[8]
- 1899: in questo anno fu inaugurata la villa di caccia Musy (un casolare alpestre) da due raduni di amici, uno il 24 agosto, con diciotto firme, e uno il 30 agosto, con venticinque firme. Nell’albo viene riportata anche una vignetta che rappresenta il casolare e l’antistante piazzale.[9]
- 1902: il 12, il 15 e il 25 agosto furono registrate le firme di Piero Ghiglione, all’epoca studente, che in seguito divenne alpinista, compiendo numerose ascensioni alle cime di cinque continenti diversi, di cui pubblicò resoconti su riviste e giornali.[10]
- 1903: il 4 agosto fu riportato il passaggio di un corpo militare. All’alpe Selle transitò una batteria di artiglieria da montagna composta da 146 uomini e 55 muli. A Baranca non c’era il telegrafo, di conseguenza le notizie venivano portate esclusivamente dai passanti. Per esempio il 6 agosto, alle 9 di sera, giunse da un viandante la notizia che il cardinale Giuseppe Sarto, patriarca di Venezia, era stato eletto pontefice con il nome di Pio X. Il 22 agosto uno sfogo annunciò che Narchialli sarebbe stato costretto a chiudere il rifugio perché gli introiti non erano sufficienti per le spese. L’albergatore chiese dei sussidi da 100 a 150 lire annui al C.A.I., ma alla data riportata non aveva ricevuto ancora nessuna risposta. Così a settembre sarebbe stato costretto a chiudere. Il 1 settembre l’ingegnere Costantino Gilodi, illustre personaggio di Borgosesia, firmò la sua presenza e allegò il progetto di una nuova chiesetta da erigere sul colle, progetto che poi non fu attuato. L’ingegnere Gilodi, uno dei tre architetti che presero parte all’espansione urbanistica di Torino del 1898, restò sempre molto legato a Baranca.[10][11]
- 1904: l’albergo riaprì, tuttavia non fu specificato se i sussidi fossero stati finanziati dal C.A.I. o da un privato oppure se Narchialli avesse deciso di riaprire senza sussidi, cercando di far quadrare lo stesso i conti. Tra il 17 agosto e il 2 settembre fu riportata una seconda permanenza dell’ingegnere Gilodi.[11][12]
- 1905: il 20 luglio Mario Tancredi Rossi (originario di Fobello) firmò la sua presenza sull’albo. All’epoca era un giovane studente di lettere e poeta dilettante, che nel 1916, tenente degli alpini durante la prima guerra mondiale, sarebbe morto sull’Ortigara, ricevendo una medaglia al valor militare.[13]
- 1908: il 21 luglio nell’albo è riportato che in quel giorno era stata posata la prima pietra della casa dell’ingegner Gilodi; in realtà si trattava di una grande villa di alta montagna con giardino alpino cintato, poi posseduta dalla famiglia Lancia. La villa era stata costruita in posizione dominante in direzione del laghetto. Costantino Gilodi, insieme all’avvocato Musy e a Raimondo Narchialli, può essere considerato uno dei pionieri di Baranca, che ne comprese il grande potenziale turistico. Tra i viandanti al passo sono da ricordare anche il poeta Angelo Rizzetti e il fratello, il senatore Carlo Rizzetti, che fu un grande frequentatore del luogo e si interessò presso le autorità civili e militari per assicurare buona viabilità lungo la mulattiera. Il 24 luglio un gruppo di persone, tra cui Carlo Rizzetti, utilizzò la macchina da presa cinematografica, da poco inventata, per fare delle riprese sul passo. L’8 agosto fu scritta sull’albo una singola strofa intitolata “La strada di Cambronne” che, riprendendo un aneddoto della battaglia di Waterloo, definiva la strada per Baranca una strada piena di sterco d’animale, cosa dovuta al fatto che gli alpigiani del consorzio di pascolo dell’alpe Selle lasciavano spesso e volentieri il sentiero e la zona circostante pieni di rifiuti e pantano con un forte odore. Non era la prima volta che ciò veniva denunciato sull’albo, ma gli alpigiani non cercavano rimedi per ripulire il sentiero. Il 3 ottobre, le autorità comunali di Fobello si recarono in missione ufficiale al passo per consegnare le insegne di cittadino onorario a Costantino Gilodi.[14][15]
- 1909: il 9 agosto la società Filarmonica di Bannio, di ritorno dalla festa di Fobello (7-8 agosto), pranzò all’albergo. Lo scambio di filarmoniche tra i due comuni limitrofi, tramite una marcia lunga 6 ore sia all'andata e altrettante al ritorno attraverso il passo di Baranca era una tradizione antichissima.[16]
- 1910: Raimondo Narchialli, non riuscendo più a sostenere le spese, fu costretto a cessare il servizio dell’albergo e l’insegna “Albergo degli alpinisti” fu ricoperta da una pennellata bianca, da cui però trasparivano ancora le lettere della scritta. Le proteste nell’albo furono molte: alcuni per esempio accusarono il comune di Bannio Anzino per la chiusura, altri invitarono il C.A.I. a intervenire. La situazione all’albergo cambiò radicalmente, tanto che dal 21 agosto al 4 settembre comparvero solo quattro firme, tutte di una sola comitiva giunta da Carcoforo il 4 settembre.[16]
- 1911: nonostante la chiusura dell’attività, l’albo funzionava ancora, anche se in maniera minore. Vi si trovano ormai solo firme, date e dichiarazioni scarsamente significative. Il 14 agosto vengono riportate le firme del generale Clemente Lequio e del capitano Eraldo Rho, che combatté in diverse località della Libia, nella prima guerra mondiale e prese parte alla presa di Rodi nel 1942. Molti fobellesi però ricordavano anche il soggiorno del generale Lequio a Fobello nell’estate del 1911. Poiché la campagna di Libia era alle porte, preparata in gran segreto da Giolitti, molti contingenti di alpini e di artiglieria da montagna curarono la loro preparazione in alta Val Mastallone. Il generale sovraintendeva alle esercitazioni tattiche e di tiro dal suo quartier generale sito a Fobello, recandosi tuttavia spesso a Baranca e nelle valli limitrofe. Piemontese, montanaro e alpino modello, non godeva di stima solo dai suoi uomini e pari, ma anche dalla popolazione locale, perché partecipava spesso alla vita del paese. Il generale Lequio era molto favorevole alla creazione di una strada rotabile che collegasse la Valsesia con l’Ossola tramite il passo di Baranca. Questa sarebbe stata una tipica strada per unire due valli divergenti. Il generale faceva notare che era più conveniente far giungere la strada fino all’alpe Baranca (1600 m s.l.m.) e poi tramite traforo proseguire fino in Ossola uscendo presso l’alpe Oreto, piuttosto che costruire una strada fino al passo. Il traforo avrebbe fatto risparmiare almeno 5 km di percorso dissestato e in questo modo il lago e la zona circostante non sarebbero stati deturpati. L’opera tuttavia non fu mai realizzata.[17]

L’albergo fu costretto a chiudere dopo ventotto anni di attività probabilmente per la penuria di camere, che rendeva la gestione poco redditizia, non essendo compensata dalla ristorazione, e per la pesante tassazione fiscale. Dopo la sua chiusura, nessuno, né pubblico, né privato, si assunse l'incarico di proseguirne l'attività o di creare un nuovo rifugio, pertanto i molti viandanti che transitavano al passo di Baranca dovevano arrangiarsi come potevano per trovare ristoro e un luogo in cui risposarsi. 

Si può affermare dunque che il passo di Baranca ebbe grande importanza non solo a livello locale, ma anche internazionale, perché i viandanti stranieri che transitarono furono moltissimi; i più numerosi furono inglesi, tedeschi e svizzeri, ma non mancarono francesi, belgi e irlandesi e a volte anche americani, polacchi, norvegesi e sudamericani. Spesso erano persone in transito che avevano fretta di completare il viaggio, non di comitive in vacanza che sostavano e avevano più tempo a disposizione per scrivere sull’albo note più particolareggiate. 

È importante anche notare che sull’albo spesso furono riportati eventi, come l’invenzione della bicicletta o della macchina da presa cinematografica, che sono una fondamentale testimonianza di come lo sviluppo della società e della tecnica si ripercuotessero anche sugli avvenimenti di un normale passo alpino.

### Problematiche amministrative
Per poter riattivare il servizio dell’alberghetto, secondo le pubblicazioni dell’epoca, era necessario prima risolvere un problema geopolitico: la conca di Baranca geograficamente è valsesiana ma politicamente e amministrativamente ossolana. Il Mastallone nasce quindi nel territorio di Bannio Anzino, nella provincia del Verbano-Cusio-Ossola (nel 1944 in provincia di Novara) e dopo aver superato il lago entra in provincia di Vercelli. Gli interessi sia turistici che idrogeologici ossolani in questa conca sono pressoché nulli, mentre quelli valsesiani sono molti. Tuttavia la Valsesia politicamente non poteva fare nulla, allora come oggi.
Per esempio, in inverno a Baranca, presso la bocchetta del lago, si crea spesso una diga nevosa che impedisce il fluire delle acque. Lo sfondamento improvviso della diga nevosa da parte di un ingente massa d’acqua raccoltasi nel lago fu alla base dell’evento alluvionale che nella notte tra il 29 e il 30 maggio 1923 colpì Fobello. Se la diga nevosa fosse stata distrutta in antecedenza con interventi di manutenzione da parte delle autorità valsesiane o ossolane, quel disastro sarebbe stato evitato e con esso gli ingenti danni all’abitato di Fobello e alla strada carrozzabile per Varallo. 

Il problema è complesso perché in passato vi era un antichissimo consorzio misto di alpigiani di Bannio e Fobello che regolava il pascolo sull’alpe Selle. In tale consorzio i diritti di pascolo di Bannio erano prevalenti rispetto a quelli di Fobello, tant’è che l’amministrazione del consorzio fu sempre affidata a Bannio. Per questo, il diritto di territorialità ossolano aveva fondamento storico dal punto di vista agricolo-pastorale e quindi economico. D’altra parte i fobellesi tuttavia potevano rivendicare che nel 1944 il loro carico di bestiame pascolante era di gran lunga maggiore rispetto all’uso dei pascoli da parte degli abitanti di Bannio. Inoltre gli interessi turistici crescenti gravavano di più dalla parte valsesiana che da quella ossolana, fatto provato dalla costruzione di ville, dalla gestione dell’albergo da parte di Raimondo Narchialli, originario di Fobello, e dall’afflusso di viandanti principalmente provenienti dalle valli valsesiane.

### Le ville signorili di Baranca

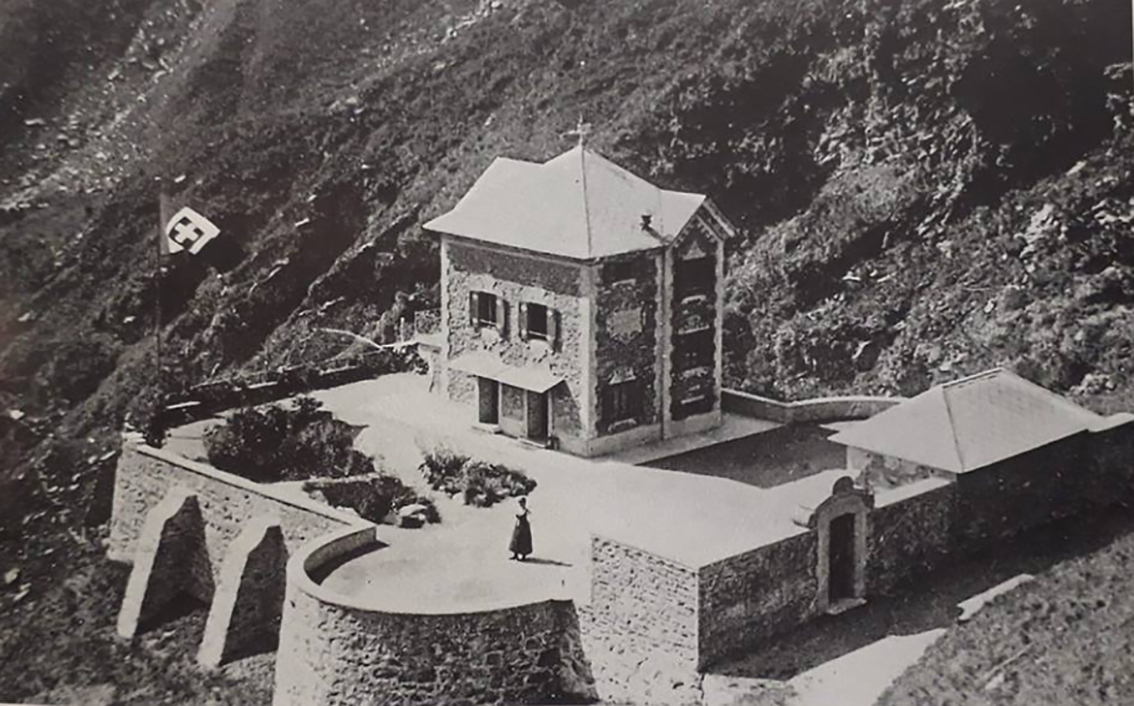
Villa Aprilia a inizio Novecento

L’ingegnere e architetto Costantino Gilodi, uno dei più famosi rappresentanti valsesiani della Belle Époque, fu uno dei principali artefici dell’espansione urbanistica di Torino tra la fine dell’Ottocento e l’inizio del Novecento. Inoltre realizzò diverse ville nel paese valsesiano di Fobello, a cui era particolarmente legato. Tra questi suoi progetti sono sicuramente da ricordare le due abitazioni presso l’alpe Selle di Baranca tra l’ultimo decennio dell’Ottocento e il primo decennio del Novecento. La prima a essere costruita fu la casa di caccia della famiglia Musy, inaugurata nel 1899, evento riportato anche sull’albo di Baranca. Questo edificio era un casolare alpestre utilizzato come punto di appoggio per le battute di caccia della famiglia Musy. 
Nei primi anni del Novecento, durante il periodo estivo, l’ingegner Gilodi soggiornò spesso all’alpe Selle di Baranca insieme alla sua famiglia. Proprio in quel periodo infatti iniziò la costruzione della sua abitazione personale presso l’alpeggio. Nell’albo di Baranca viene riportato che il 21 luglio 1908 fu posata la prima pietra del nuovo edificio. Si trattava di una grande villa di alta montagna con giardino alpino cintato, lavatoio, fontana e porticato panoramico, costruita in posizione dominante in direzione del laghetto alla stessa quota dell’alpe Selle, ma in posizione più defilata. Questo edificio fu costruito in stile Liberty, molto di moda negli anni della Belle Époque. La villa in seguito fu ceduta alla famiglia Lancia come tenuta estiva e fu ribattezzata successivamente Villa Aprilia, probabilmente in onore dell’omonimo modello d’auto della casa automobilistica Lancia. A partire dal gennaio 1944, nel pieno della seconda guerra mondiale, l’edificio fu utilizzato dalle brigate partigiane come fortino e magazzino delle munizioni. Infine, durante il rastrellamento del 4-5 aprile 1944, la villa fu incendiata dalle truppe nazifasciste. Oggi ne restano solo macerie, tra le quali è possibile ancora identificare il porticato, la fontana e alcune decorazioni sulle pareti ancora integre. L’iconico arco con la scritta “Villa Aprilia”, che si trovava sopra l’ingresso della cinta muraria, è crollato a causa delle nevicate dell’inverno 2019-2020.

## Il passo durante la guerra di liberazione

### Il gruppo partigiano al passo

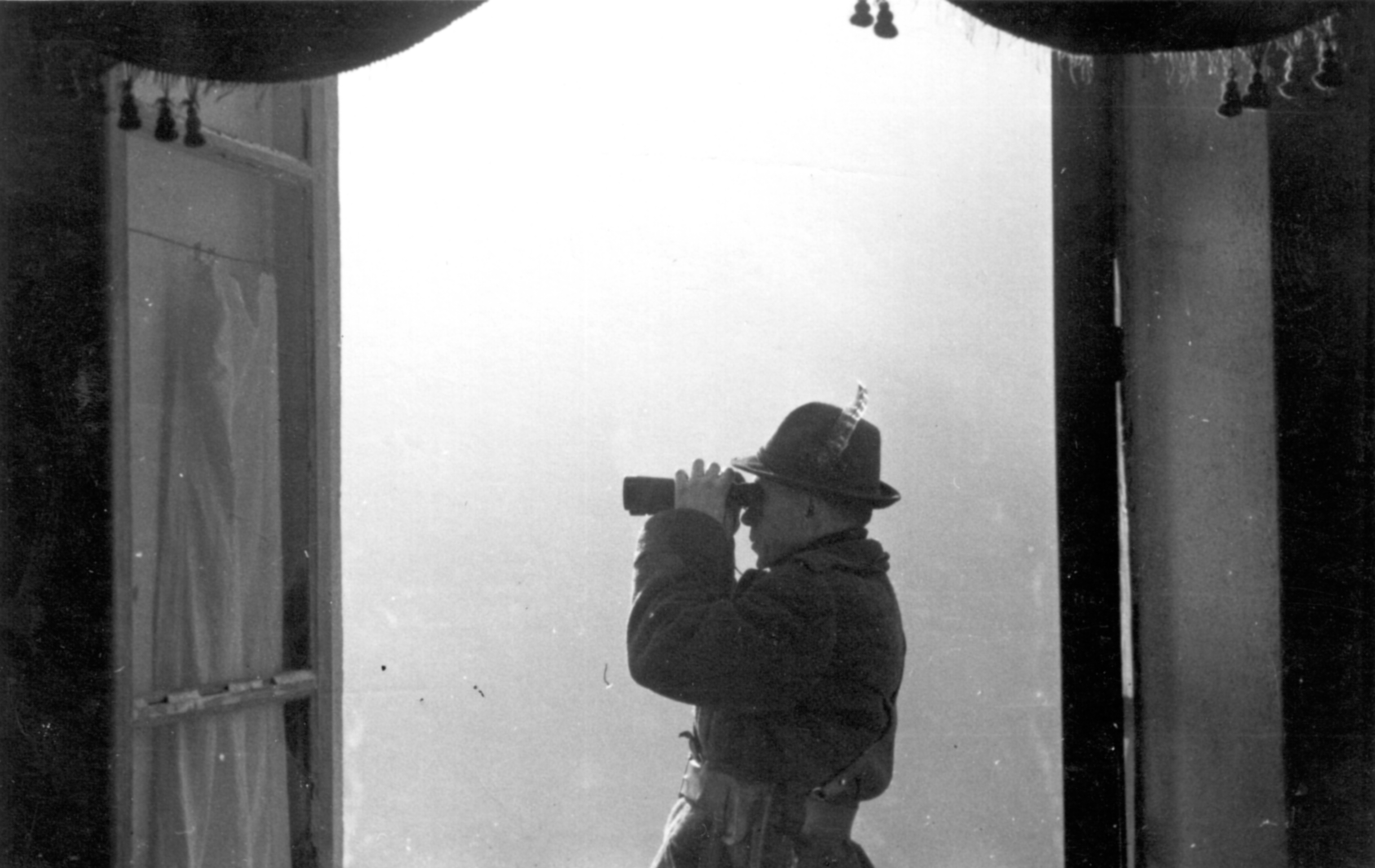
Cino Moscatelli a Rimella, sede del Comando partigiano, nell'inverno del 1944

Dopo il rastrellamento del monte Briasco, avvenuto nel gennaio del 1944, il Comando partigiano, con a capo Cino Moscatelli, fu spostato presso Rimella, in alta val Mastallone. Da questo luogo, organizzato in modo più efficiente e sistematico, coordinò il dispiegamento delle forze nei vari luoghi strategici della zona. Uno di questi era proprio il passo di Baranca, che verte su Pontegrande, dove era collocato un presidio fascista. Tramite Baranca quindi, per i nemici sarebbe stato molto semplice scendere a Fobello e sferrare un attacco contro il Comando partigiano. Per questo motivo il presidio fu attaccato immediatamente da un gruppo formato da circa dodici uomini ben armati. Tuttavia i partigiani furono intercettati e l’azione non ebbe successo. In seguito a tale fatto, la possibilità di un attacco nemico sferrato dal passo divenne ancora più concreta e, di conseguenza, il Comando decise di stanziare presso tale valico il "Gruppo Camasco”, formato da circa quaranta uomini, che avevano già esperienza di guerriglia. Il “Gruppo Camasco” rimase presso il passo per quasi tutto l’inverno del 1944, dalla fine di gennaio fino ai primi giorni di aprile. Vissero in alcune cascine dell’alpe Selle, designate dal Comando, in condizioni molto difficili ed estreme, a causa dell’abbondante neve scesa in quel periodo. Uno dei partigiani sul passo un giorno scrisse: «Brevi soste nel mondo civile, per provvista di viveri, e faticosi ritorni verso l’accampamento con le conseguenti sei o sette ore di marcia tra due o quattro metri di neve e ghiaccio». Nonostante le difficoltà, la vita tuttavia si svolse abbastanza tranquillamente, con i soliti turni di guardia e di rifornimento, a tal punto che qualche volta, sotto il sole di mezzogiorno, i partigiani si concessero il lusso di sciare.

### L'attacco al presidio di Pontegrande

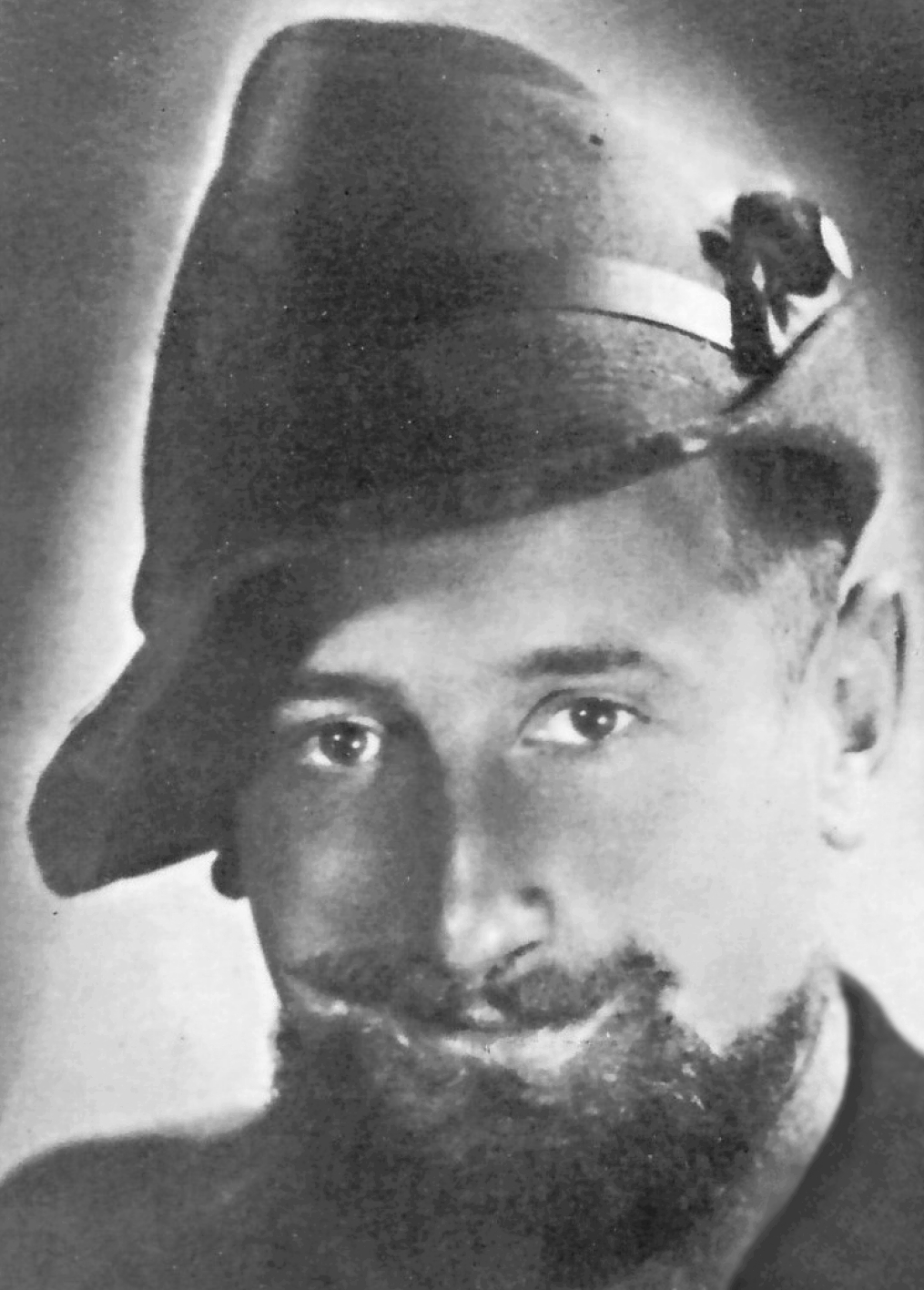
Attilio Musati

Nel marzo del 1944 il Comando partigiano diede l’ordine al "Gruppo Camasco” di attaccare il presidio fascista di Pontegrande, poiché la sua presenza continuava a essere particolarmente insidiosa e inoltre era concreta la possibilità di trovare un cospicuo numero di armi che avrebbero aumentato il loro piccolo arsenale. L’azione coinvolse circa una quindicina di uomini del plotone, tra cui Pietro Rastelli e il comandante Attilio Musati, che partecipò, pur essendo ferito. La squadra partì dal passo verso il tramonto e raggiunse Pontegrande per le 22. Dalle informazioni a disposizione, ottenute dal Comando e da alcune staffette, si sapeva che il presidio, vicino alla strada per Macugnaga, si trovava in una posizione strategica ed era delimitato, oltre che da un alto muro di cinta, anche da un canale e dal fianco stesso della montagna. Per queste sue caratteristiche, il presidio era molto complicato da attaccare, soprattutto cercando di ottenere l’effetto sorpresa. Perciò i partigiani optarono per un attacco massiccio, compiuto tramite raffiche di mitragliatrice e lanci di bombe a mano, che avrebbero permesso agli altri partigiani della squadra di avvicinarsi e, superando il muro di cinta, di fare irruzione nella caserma. Dopo più di mezz’ora di intensa guerriglia, poiché la caserma era ormai completamente sotto assedio, i militari all’interno dichiararono la resa. Il conflitto quindi terminò e i nemici uscirono con le mani in alto. Erano circa quindici, in parte fascisti e in parte carabinieri. L’ultimo ad uscire fu il maresciallo della caserma, che era stato ferito. Durante la perlustrazione dell’edificio inoltre furono trovati anche sua moglie e i suoi figli. 

Il bilancio dell’attacco fu molto positivo per i partigiani, perché non avevano avuto alcuna perdita ma solo alcuni feriti, tra cui lo stesso Rastelli, avevano eliminato un presidio nemico molto pericoloso e avevano confiscato un buon numero di armi. Dopo aver lasciato il maresciallo con la sua famiglia e averlo affidato alle cure di un medico, il gruppo ripartì in direzione del passo di Baranca, portando con sé il bottino e i prigionieri dello scontro. Mentre attraversavano il paese di Pontegrande, molte persone si avvicinarono a loro per congratularsi e per offrire qualcosa da mangiare. Proseguirono fino ad alcune cascine lungo il sentiero, dove si fermarono per riposarsi e trascorrere la notte. La marcia riprese al mattino e per mezzogiorno giunsero al passo. I partigiani feriti furono trasferiti a Fobello, mentre alcuni prigionieri furono liberati, dopo che il Comando verificò la veridicità della loro versione dei fatti, secondo la quale erano stati costretti a combattere dai fascisti.

### Il rastrellamento del 5-6 aprile 1944

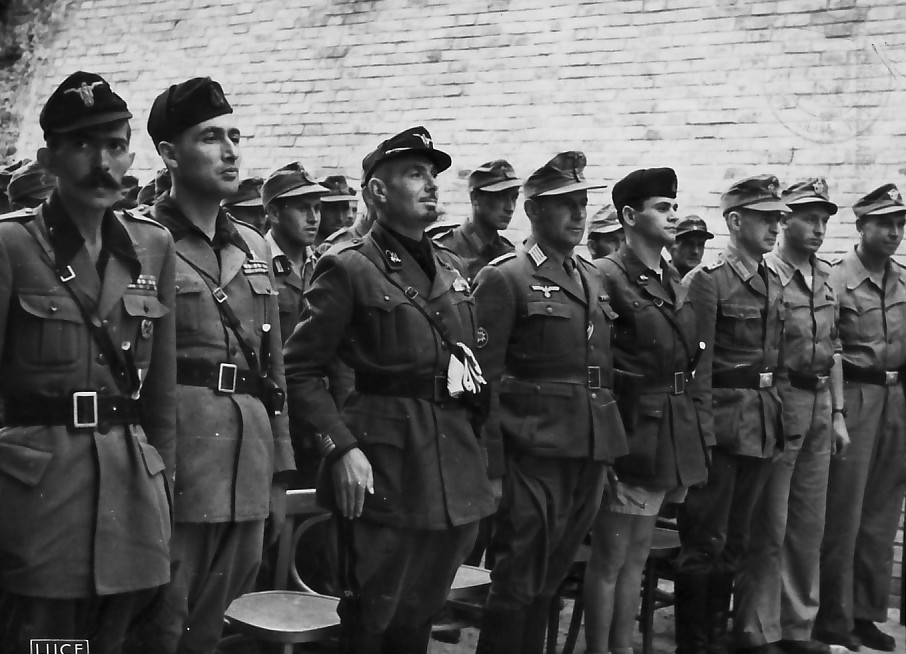
La legione Tagliamento, al comando di Merico Zuccari.

A causa di varie azioni di guerriglia compiute in valle, tra cui anche l’agguato al ponte della pietà di Quarona, e all’attenzione attirata dalla permanenza delle formazioni partigiane in alta val Mastallone, le forze nazifasciste iniziarono a preparare un'imponente azione di rastrellamento, finalizzata a eliminare definitivamente il movimento partigiano in Valsesia. Questa operazione interessò l’alta val Mastallone e in particolare la valle di Fobello, dove il Comando partigiano fu spostato dopo il bombardamento di Rimella del 1 marzo 1944. L’operazione fu affidata al 63º battaglione della legione "Tagliamento", già operante in Valsesia dalla fine del 1943. L’azione di rastrellamento avvenne nei giorni 5 e 6 aprile del 1944. 

Il Comando partigiano, grazie alle informazioni costantemente aggiornate, era ben consapevole dell’imminente attacco. Di conseguenza, poiché per la scarsità di armi e munizioni non sarebbe stato possibile opporre una grande resistenza all’azione nemica, fu dato l’ordine di dividere le varie formazioni dislocate nella zona in squadre più piccole, le quali si sarebbero successivamente spostate, cercando di aggirare il nemico e di raggiungere la pianura, dove si sarebbero poi riorganizzate. Anche il gruppo stanziato a Baranca ricevette tale ordine e una parte degli uomini andò a comporre una piccola squadra che si spostò verso la pianura poco prima dell’inizio del rastrellamento. Questa fu affidata a Pietro Rastelli, nuovo comandante del gruppo dopo la morte di Musati avvenuta a Varallo a fine marzo, durante un’azione di guerriglia in solitaria. Gli uomini rimanenti invece rimasero a presidiare il passo fino al rastrellamento.

Al mattino presto del 5 aprile, diverse centinaia di uomini della Tagliamento risalirono la val Mastallone e occuparono i paesi di Fobello e Rimella. Soprattutto a Fobello si consumarono azioni di particolare ferocia, che provocarono anche una vittima, contro la popolazione civile, accusata di aiutare e nascondere i partigiani. Furono saccheggiate e incendiate diverse case e furono aggrediti i famigliari dei partigiani e dei renitenti alla leva della RSI. Le azioni intimidatorie si concentrarono contro le donne del paese, le quali furono oltraggiate e umiliate pubblicamente dagli occupanti. Probabilmente queste azioni furono indirizzate da alcuni delatori locali. La popolazione di Fobello fin dall’inizio dell’occupazione nazista era sempre stata diffidente nei confronti dell’esercito nazifascista e spesso, anche per legami di parentela o amicizia, aveva dato aiuto ai partigiani. Circa trenta giovani originari di Fobello stanziati nelle varie squadre partigiane decisero di consegnarsi volontariamente per porre fine a tali azioni intimidatorie. Furono prima arrestati e interrogati, successivamente alcuni di loro furono uccisi, altri invece furono deportati in Germania.  	                                                                                                                                                                                                  
Dopo aver occupato Fobello, le forze nazifasciste si mossero in direzione dei vari alpeggi, in cui erano collocate le basi partigiane. Nella zona del passo di Baranca, mentre salivano verso il passo, incendiarono le baite dei primi alpeggi, Catolino e Lungostretto, i cui ruderi sono ancora in parte visibili a testimonianza dell’accaduto. Il conflitto si spostò poi nella zona del passo. Inizialmente le forze partigiane resistettero e rallentarono i nemici. Tuttavia, a causa della superiorità bellica del nemico, dopo non molto tempo i partigiani furono costretti ad abbandonare le proprie postazioni e a ritirarsi, attuando una manovra di sganciamento: abbandonato il passo, con una lunga marcia in mezzo alla neve, i partigiani si spostarono verso zone più alte, molto probabilmente verso il col d’Egua, da cui poi avrebbero facilmente raggiunto Carcoforo, tuttavia non ci sono testimonianze certe che confermino tale direzione. Le forze nazifasciste inoltre incendiarono e distrussero molte baite dell’alpe Selle e anche Villa Aprilia, utilizzata dai partigiani come magazzino delle armi. A testimonianza dell’asprezza del conflitto è possibile vedere ancora oggi numerosi fori di proiettile sulle baite dell’alpe che non furono incendiate. Durante il conflitto al passo di Baranca perse la vita il partigiano Attilio Foglia detto “Garibaldi”, di 23 anni. Dopo essere stato ferito nello scontro, coraggiosamente spinse i suoi compagni a lasciarlo indietro per non rallentarli. Fu da loro nascosto dietro un masso vicino al sentiero, tuttavia i nemici, seguendo le scia di sangue, lo trovarono e lo uccisero. La motivazione di tale gesto è stata indicata nel diario del 63º battaglione della legione Tagliamento: «Il ferito, essendo intrasportabile, viene finito». In ricordo del suo sacrificio è stata posta una lapide lungo il sentiero che costeggia il lago di Baranca.

### L'importanza del passo nella Resistenza
Il passo di Baranca, durante la seconda guerra mondiale, ebbe un ruolo fondamentale: prima come via di passaggio per le persone che fuggivano verso la Svizzera e in seguito come luogo di sviluppo del movimento di resistenza partigiana in Valsesia.
Dall’inizio della guerra fino alla seconda metà dell’ottobre del 1943, il passo di Baranca divenne un importante luogo di passaggio grazie alla sua posizione strategica, che permetteva di raggiungere velocemente la Svizzera. Su questo valico infatti transitarono alcune famiglie ebree in fuga dalle persecuzioni razziali e alcuni gruppi di soldati alleati in fuga, spesso accompagnati da guide alpine valsesiane. 

Nel periodo compreso tra la fine di gennaio e l’inizio di aprile del 1944, nel pieno della guerra di liberazione, presso tale valico ebbe origine una delle formazioni partigiane che giocarono un ruolo fondamentale nelle ultime fasi della Resistenza, non solo della Valsesia ma del Nord Italia. Tale gruppo partigiano, stanziato sul passo di Baranca, fu denominato “Gruppo Camasco”, a partire dal luogo in cui si era formato in origine; rinominato successivamente “Gruppo Baranca”, fu il nucleo originario della 84ª brigata garibaldina “Strisciante Musati”, così chiamata in onore del comandante del gruppo, Attilio Musati “Barba”, morto in combattimento. All’interno di tale formazione partigiana si ricordano anche "Martin Valanga" e Pietro Rastelli “Pedar”, prima vicecomandante e poi, in seguito alla morte di Musati, comandante del gruppo. Inoltre il movimento partigiano valsesiano, grazie anche a questa esperienza, pose le basi per diventare successivamente un movimento coeso e organizzato. 

A partire dalla primavera del 1944, il passo continuò a essere utilizzato come via di transito da persone coinvolte nella Resistenza e, dopo la fine del conflitto, come via di ritorno per alcuni fobellesi dopo la prigionia in Germania.

## Percorsi escursionistici

### Fobello-Baranca

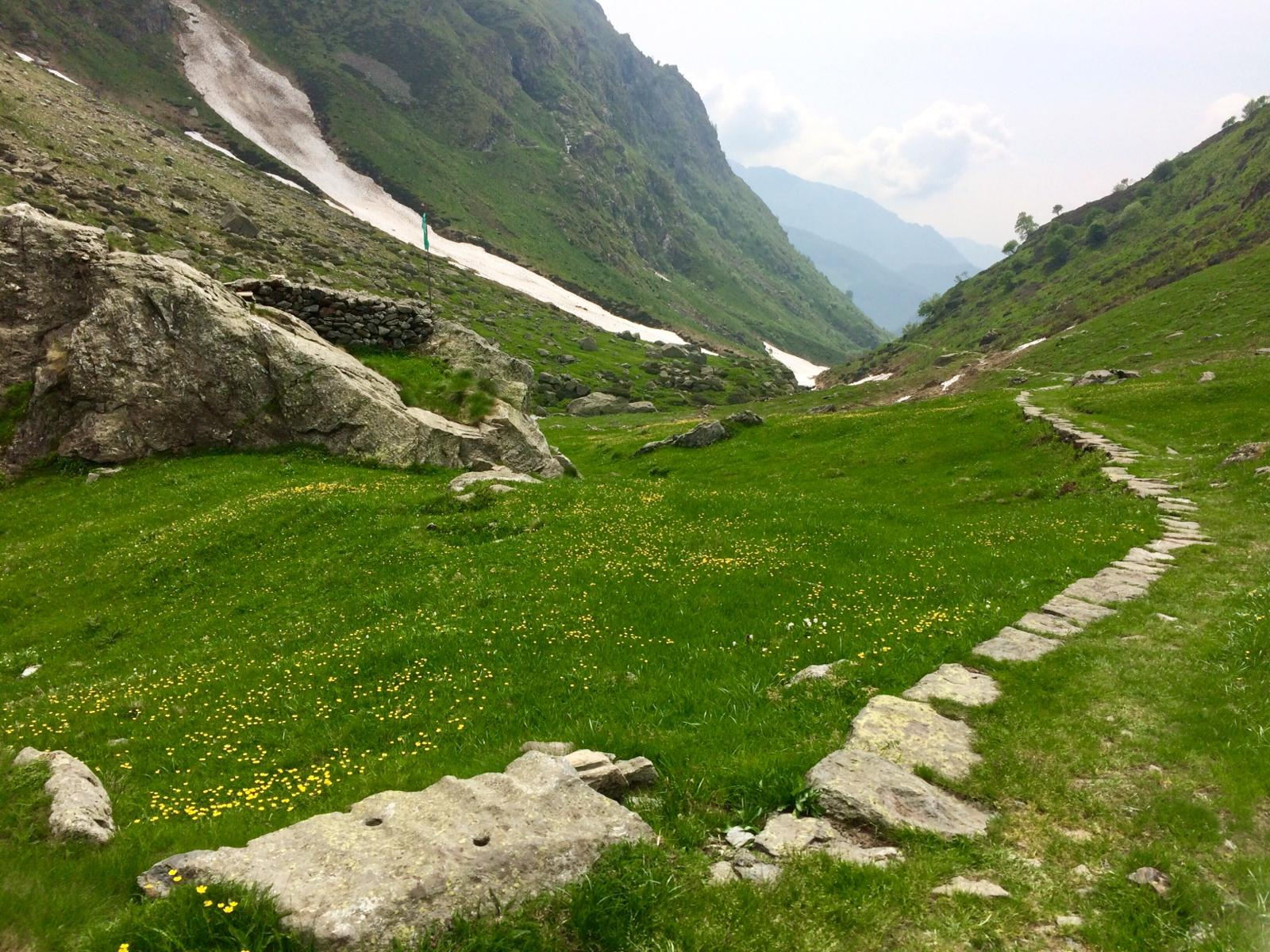
Camminata fino al rifugio Baranca

L’itinerario per il passo di Baranca, partendo dalla val Mastallone, è sempre molto frequentato. Il periodo consigliato per questo tragitto è da maggio a ottobre, mentre è sconsigliabile in inverno per le abbondanti nevicate. Il percorso, di difficoltà E, si sviluppa per circa 9 km e per un dislivello di circa 700 m, percorribili in 1.50/2.00 ore. L’escursione inizia presso la frazione La Gazza, dove termina la strada carrozzabile proveniente da Fobello. Qui si può lasciare la propria vettura, ma in alternativa si può parcheggiare anche nella frazione precedente di Santa Maria, distante circa 15 minuti a piedi. La frazione La Gazza (1175 m s.l.m.) è situata nel punto di incontro tra la valle degli Strienghi a sinistra e la valle del Mastallone a destra. Il percorso per il passo si sviluppa lungo la valle di destra, seguendo il segnavia n. 517. Dopo aver oltrepassato questa prima frazione, la mulattiera raggiunge, dopo un breve tratto, gli alpeggi Catolino (1252 m s.l.m.) e, successivamente, Lungostretto (1291 m s.l.m.), mantenendosi sempre sul lato orografico sinistro. Superato quest’ultimo alpeggio, si incontra un bivio: si ignora il sentiero di sinistra e si prosegue lungo la mulattiera verso la cascata dei Pissoni. Superata anche questa cascata, si attraversa il torrente Mastallone tramite un guado in pietra e cemento e si prosegue sul lato orografico destro. La mulattiera ora inverte brevemente il senso di marcia per poi proseguire dolcemente lungo la valle. Proseguendo, si inizia a intravedere un primo gruppo di cascine dell’alpe di Baranca, poste al centro della spianata erbosa che caratterizza la parte centrale della valle. La mulattiera prosegue tenendosi più elevata verso il secondo gruppo di cascine dove è collocato anche il Rifugio alpe Baranca (1600 m s.l.m.), tappa n. 14-15 del GTA. Questo luogo è raggiungibile in circa 40 minuti. Anche questo secondo gruppo di casolari rimane più in basso rispetto al sentiero, che prosegue dolcemente in direzione di un’asta con il tricolore e di una piccola cappella alpina, ricavata dal Gruppo alpini di Fobello in un grande masso. 

Dopo essersi lasciati alle spalle l’alpe Baranca, la pendenza del percorso inizia ad aumentare gradualmente, proseguendo sempre sulla destra orografica della valle. Seguendo il corso del torrente Mastallone verso monte in direzione della spettacolare cascata, con due ampi tornanti e in seguito un tratto a mezza costa, la mulattiera supera la cascata e, oltrepassando la bocchetta da cui quest’ultima si origina, si giunge al lago di Baranca (1770 m s.l.m.). Dopo aver attraversato un ponticello, la mulattiera prosegue in piano lungo la sponda destra del lago. Qui, a lato, si nota una lapide in memoria del partigiano "Tilio", che fu ucciso in quel luogo durante il rastrellamento del 5-6 aprile 1944. Proseguendo ancora lungo la mulattiera, si iniziano a vedere alcune baite dell’alpe Selle di Baranca e la Villa Aprilia. Dopo una breve salita si giunge infine al passo di Baranca. Qui si trova una piccola cappelletta alla Beata Vergine Maria e una zona in cui potersi fermare a ristorarsi. Dal passo si sviluppa a sinistra il sentiero che, passando per l’alpe Selle, prosegue verso il col d’Egua e a destra il sentiero che conduce al rifugio Alpe selle, collocato su una sella in posizione opposta al passo che domina l’intera valle sottostante. Tramite una deviazione del sentiero che si sviluppa a sinistra si può giungere anche alla Villa Aprilia. Per raggiungere il passo si impiegano circa 40 minuti dal rifugio Alpe Baranca, precedentemente citato, e 1.50 ore dalla partenza circa.

### Bannio Anzino-Baranca
Partendo dalla valle Anzasca, il percorso per il colle di Baranca risulta più lungo rispetto a quello da Fobello. Si sviluppa per circa 10 km e per 1150 m di dislivello, percorribili in circa 4 ore. Anche questo percorso, di difficoltà E, è consigliabile nel periodo compreso tra maggio e ottobre. Questo tragitto era particolarmente importante perché permetteva ai pellegrini di raggiungere il Santuario di Sant’Antonio in Anzino. L’itinerario parte dalla frazione Fontane (800 m s.l.m.) di Bannio Anzino lungo il segnavia n. B15. Proseguendo lungo la strada inizialmente carrozzabile, attraverso diversi alpeggi, si giunge all’alpe Bocchetto dove la strada diventa sterrata. Proseguendo ancora, si arriva all’alpe Piè di Baranca, dove termina la strada e inizia il sentiero. Dopo aver attraversato il ponte sul torrente Olocchia e aver lasciato sulla destra la valle Olocchia, il tragitto prosegue in una valletta laterale prima lungo un bosco abbastanza ripido e poi raggiunge l’alpe La Rusa. Da questo alpeggio, proseguendo lungo il sentiero, si arriva all’alpe Oreto e in pochi minuti si giunge infine al passo di Baranca.

### Baranca-Col d'Egua

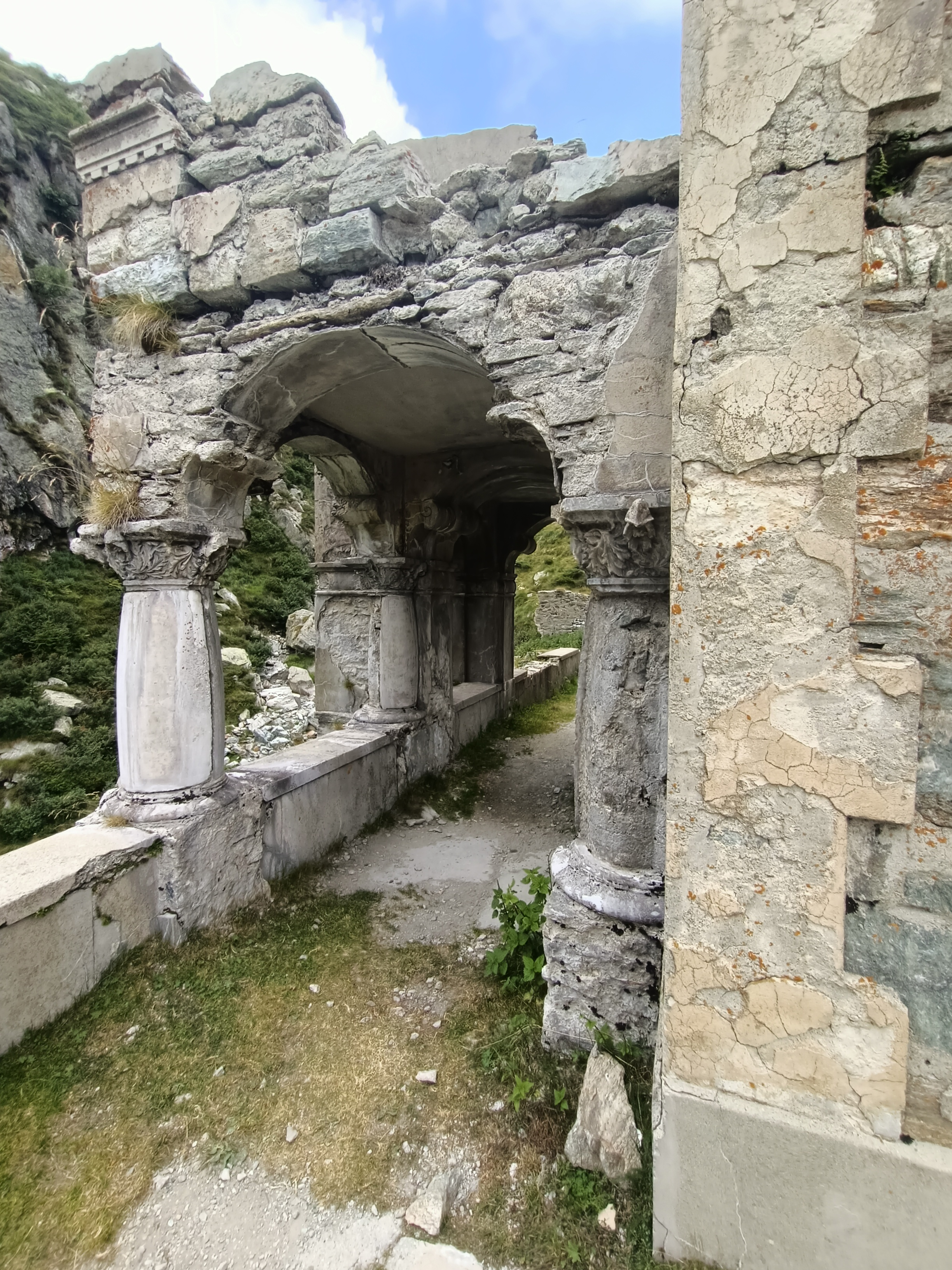
Rovine di Villa Aprilia, conosciuta anche come Villa Lancia

Dall’alpe Selle sul colle di Baranca (1820 m s.l.m.), continuando lungo il sentiero n. 517 per circa 1 ora, parte il tragitto verso il col d’Egua, valico alpino che mette in comunicazione la val d’Egua, valle secondaria della Valsermenza, con la val Mastallone da Fobello e con la valle Anzasca da Bannio Anzino. Dopo aver superato il caseggiato dell’alpeggio, da cui si dirama una piccola deviazione che porta ai resti della Villa Aprilia, il sentiero prosegue compiendo un ampio arco che, attraversando pascoli e pietraie, giunge al col d’Egua (2240 m s.l.m.). Questo luogo, grazie alla sua posizione privilegiata, permette di ammirare tutte le cime del massiccio del monte Rosa in tutto il loro splendore. Il colle è racchiuso tra il monte Cimonetto (2494 m s.l.m.) a nord-ovest e il monte Cimone (2457 m s.l.m.) a sud-est. Dal colle si scende a Carcoforo (1300 m s.l.m.) in 1.30 ore.

### Itinerario di pesca lungo il Mastallone
Il torrente Mastallone a monte di Santa Maria di Fobello assume le caratteristiche proprie di un torrente di montagna con l’alveo stretto e una portata ridotta. Dopo la frazione La Gazza, proseguendo l’azione di pesca sulla destra lungo la valle che porta a Baranca, la risalita presenta alcune difficoltà dovute alla presenza di cascatelle, tuttavia facilmente aggirabili tramite il sentiero. Qui si alternano tratti più facili e altri più impegnativi. La regolarità del torrente è spesso spezzata da alcune cascatelle che creano lame in cui è facile incontrare trote di misura. L’attività di pesca è agevolata dalla comodità della mulattiera, soprattutto nei pressi dell’alpe Baranca dove è situato il rifugio. I momenti migliori per l’attività di pesca sono al mattino presto, verso sera oppure dopo un temporale quando il livello dell’acqua si alza. La pesca nel lago di Baranca è invece più difficoltosa, poiché lo specchio d’acqua non viene ripopolato spesso e inoltre è sotto la giurisdizione di un ente diverso rispetto a quello che gestisce l’attività di pesca in Valsesia.

### Camminate partigiane
L’importanza storica del passo di Baranca non è stata dimenticata: l’itinerario per il passo da Santa Maria di Fobello infatti è incluso nella rete dei sentieri della libertà in Valsesia ed è sempre presente nel programma di escursioni nei luoghi simbolo della Resistenza valsesiana, organizzate da alcune organizzazioni locali, come l’Anpi e l’Istituto per la storia della Resistenza e della società contemporanea nel Biellese, nel Vercellese e in Valsesia, al fine di mantenere vivo il ricordo delle imprese dei partigiani e di divulgare queste conoscenze.
L’importanza del passo è anche testimoniata da una canzone partigiana intitolata “Baranca”, dedicata proprio a questo luogo.
Là sul Baranca c’è un’osteria,

l’è l’allegria, l’è l’allegria.

Là sul Baranca c’è un’osteria,

l’è l’allegria del partigian.
Là sul Baranca c’è un grosso sasso,

l’è il materasso, l’è il materasso.

Là sul Baranca c’è un duro sasso,

L’è il materasso del partigian.
Là sul Baranca c’è un punto nero,

l’è il cimitero, l’è il cimitero.

Là sul Baranca c’è un punto nero,

l’è il cimitero del partigian.
E se son pallida, senza colori,

non voglio dottori, non voglio dottori.

E se son pallida come una strassa,

vinassa, vinassa e fiaschi di vin.